# Glad av Gillberga
Le Glad av Gillberga (ou Glad av Nysäter)  est le nom donné à une réplique suédoise d'une des épaves de bateau viking trouvée dans le fjord de Roskilde au Danemark et connue sous le nom de Skuldelev 5 exposée au Musée des navires vikings de Roskilde.

Le Glad av Gillberga fait partie désormais du Värmlands Vikingacenter (Centre viking de Nysäter (en)) dans le Comté de Värmland qui est son port d'attache. Il tire son nom de la paroisse du comté. 